# タトラK5
タトラK5（チェコ語: Tatra K5）は、かつてチェコスロバキア（現：チェコ）のプラハに存在したČKDタトラが製造した路面電車車両（タトラカー）。エジプトの首都・カイロの路面電車であるカイロ市電に向けてK5ARが導入された。

## 概要・運用
タトラ国営会社スミーホフ工場で生産されていたタトラK2を基に開発された2車体連接車。コルゲート加工が施された流線形の車体や両端に動力台車、連接部分に付随台車が配置されている構造はK2と同様であったが、同形式が投入されたヨーロッパの東側諸国と条件が異なるエジプトへの導入に向け、以下の設計が変更された。
- 車内・車体構造 - K2はループ線が存在する路線での運用を前提としており運転台は集電装置がある車体にのみ設置されていたが、K5はループ線がない路線へ導入されるため両方の車体に運転台が設置された他、集電装置も双方の車体に搭載された。また、車内には女性専用フロアが存在した[1][5]。
- 通風・暖房 - 亜熱帯気候に属するカイロでの運用に備え、K2に設置されていた暖房装置が撤去された一方、2段窓は双方とも上下にスライドさせる事が出来た[5]。
- 電気機器 - K5の電気機器として、K2に搭載されたUA12を基に亜熱帯気候に適した改良が施された「UA14」が開発され、主電動機の出力も44.5 kwに増大した[2][5]。

試作車は1968年に完成し、1970年から1973年にかけて量産車200両がチェコからユーゴスラビアを経由しエジプト・カイロへと輸出された。最初の150両は下半分が緑色、上半分がクリーム色と言う塗装だった一方、残りの50両は車体下半分が赤色に変更された。だが、メンテナンス不足に加え軌道条件や気象条件の悪さが重なった結果、老朽化や故障が早期に進行した。1975年から1978年にはスミーホフ工場の従業員がカイロに赴き電気機器の修繕や不要な機器の撤去などの修理を実施したものの、最終的に近畿車輛（日本）とセマフ（エジプト）製の新造車両に置き換えられる事となり、1980年代までに全車廃車となった。